# رافي
رافي (بالنرويجية البوكمول: Ivar Christian Johansen)‏ هو صحفي وملحن نرويجي، ولد في 28 أبريل 1976 في تونسبرغ في النرويج.

## وصلات خارجية
- الموقع الرسمي
- رافي على موقع IMDb (الإنجليزية)
- رافي على موقع ميوزك برينز (الإنجليزية)
- رافي على موقع ميوزك برينز (الإنجليزية)
- رافي على موقع أول ميوزيك (الإنجليزية)
- رافي على موقع أول ميوزيك (الإنجليزية)
- رافي على موقع ديسكوغز (الإنجليزية)
- رافي على موقع ديسكوغز (الإنجليزية)